# Beatriz Escribano
Beatriz Escribano (født 4. maj 1990 i Ciudad Real) er en spansk håndboldspiller, som spiller for Nantes Loire Atlantique Handball og Spaniens håndboldlandshold.